# 海蒂·加德納
海蒂·琳恩·加德納（英語：Heidi Lynn Gardner，1983年7月27日—），美國女演員、喜劇演員和編劇，自2017年的第43季起，加德納成為NBC喜剧小品節目《週六夜現場》的主要成員。

## 早年
海蒂·加德納和哥哥賈斯汀（Justin）生長於密蘇里州堪薩斯城。長大後，加德納在蒂沃利劇院（Tivoli Theater）兼職，工作內容從「從賣票到製作爆米花」無所不包。她後來稱劇院「奠定了個人生活的基調」。加德納小時候對表演不感興趣，只在舞台上為學校樂隊演奏長笛，並在學校才藝表演中表演喜劇小品。2001年畢業於天主教女子高中——堪薩斯城錫安聖母學校。高年級時，她被同學票選為「最有可能成為《週六夜現場》的演員」。畢業後，加德納追隨朋友的腳步，進入堪萨斯大学讀書兩年，然後轉到密苏里大学。雖然她對學校變得不感興趣且經常逃課，但發現了對美髮的喜愛。

## 職業生涯
21歲那年，加德納從大學輟學，離開密蘇里州搬到洛杉磯，在當地一家美髮沙龍工作了九年。搬家之前，她在一個夏天存了六百美元。一位朋友鼓勵她參加The Groundlings劇院的一場演出，就此受啟發成為演員。加德納因缺乏表演經驗而參加了社區研討會，學習即興創作的基礎知識。一旦感到時機成熟，便參加了基礎班的試鏡並被錄取。
2014年，加德納加入了星期日公司（Sunday Company），一年後，在晉升到總公司後，她為專注於表演而辭去了髮型師的工作；在這段期間，她成為了一名配音演員，經常在動畫作品中演出，如網路動畫《貝茲娃娃》、《超級豪宅》和《迈克·泰森探案集》。2017年加入NBC喜剧小品節目《週六夜現場》，成為主要成員。
在《週六夜現場》的第一年之後，加德納被聘請在電影《派對人生》擔任配角。據TVLine2019年8月28日的報導，加德納客串出演NBC情境喜劇節目《爆笑超市》。同年，在麻薩諸塞州丹尼斯、開普劇場（The Cape Playhouse）的迈克尔·弗莱恩《噪音远去》中首次登台演出。

## 私生活
加德納是堪薩斯城酋長和堪萨斯市皇家隊的球迷。
加德納在加入時結識漫畫作家贊伯·威爾斯，兩人後來成婚。

## 外部連結
- 海蒂·加德納的Instagram帳戶
- 海蒂·加德納在互联网电影资料库（IMDb）上的資料（英文）